# Негреску, Ион
Ион (Иоан) Негреску (рум. Ion Negrescu; 8 января 1893, Холбока, Западная Молдавия — 12 февраля 1977, Будяса, жудец Арджеш, Румыния) — румынский государственный и политический деятель, примар Кишинёва (1928—1931), прозаик, педагог, профессор университета, доктор наук.

## Биография
Родился в семье учителей. Окончил школу в Яссах, затем факультет румынской филологии Ясского университета. В 1925 году защитил докторскую диссертацию по славистике под руководством профессора Гарабета Ибрэиляну.
Участник Первой мировой войны 1917—1918 годов, служил лейтенантом запаса в пехотном полку «Штефан чел Маре», участвовал в тяжёлых боях в Мэрэштах и Мэрэшештах, отмечен наградами.
В 1928—1931 годах был примаром Кишинёва.
Затем генеральным секретарём Министерства Бессарабии (1932—1935).
Автор книг, посвящённых писателям Бессарабии, таким как Богдан Петричейку Хашдеу и медицинских исследований.
Вместе с П. Н. Халиппой был основателем Кишиневского народного университета (сейчас Молдавский государственный университет).